# Vinblastina
La vinblastina è, come la vincristina, un alcaloide indolico (deriva cioè da un precursore iridoidale e dalla triptamina).
Essa è contenuta nelle foglie della vinca rosea (Catharanthus roseus) e utilizzata nella cura dei tumori, incluso il linfoma di Hodgkin, il tumore ai polmoni, quello della mammella e dei testicoli. Tale molecola è stata scoperta da Robert Noble e Charles Thomas Beer mentre esaminavano appunto la pervinca del Madagascar; si è subito rivelata una molecola efficace poiché, miscelata nel tè, aveva come effetto quello di diminuire sensibilmente i globuli bianchi nel sangue.
Facente parte degli alcaloidi della vinca, questa molecola appartiene alla classe degli antiblastici antimicrotubulari; il loro meccanismo di azione si espleta a livello della mitosi cellulare, dove impedisce l'aggregazione dei microtubuli durante la formazione del fuso mitotico, impedendo così alla cellula tumorale di completare la divisione.